# Accident d'un Shaanxi Y-8 birman en 2017
L'accident d'un Shaanxi Y-8 birman est le crash d'un avion militaire de transport survenu en mer d'Andaman le 7 juin 2017. Il n'y a aucun survivant parmi les 122 passagers et membres d'équipage présents à bord, ce qui en fait la pire catastrophe aérienne de l'histoire de la Birmanie.

## Avion
L'appareil impliqué est un Shaanxi Y-8F-200 (numéro de série 5820) appartenant à la Force aérienne birmane. Il a été livré en mars 2016 et cumulé plus de 800 heures de vol au moment de l'accident.

## Accident
C'est aux alentours de 7 heures du matin (en heure GMT) que l'avion a été perdu. Il s'est ensuite abîmé en mer.
La météo était clémente au moment du drame, ce qui explique en partie que les enquêteurs s'orientent vers des causes techniques.
Plusieurs éléments de l'avion, ainsi que des effets personnels des passagers, ont été retrouvés dès le lendemain du drame.

## Passagers et membres d'équipage
Le commandant de bord sur ce vol était le lieutenant-colonel Nyein Chan et les copilotes étaient le lieutenant-colonel Soe Thu Win et le major Thant Zin Htay. L'avion comptait au total 14 membres d'équipage.
108 militaires et leurs familles, dont 15 enfants, se trouvaient à bord. Six officiers et 29 autres militaires étaient également présents à bord.

## Recherche
Neuf navires de la marine birmane et trois avions et hélicoptères militaires ont été envoyés sur place pour aider aux recherches. Le 7 juin, des débris de l'avion auraient été trouvés à 218 km au large de Tavoy par un navire de la marine birmane. Le 8 juin, il a été signalé que 29 corps avaient été retrouvés sur le site de l'accident.
L'épave était dispersée sur un vaste périmètre, ce qui indique que l'avion aurait pu se désintégrer en vol. Les mauvaises conditions météorologiques dans la région ont entravé les recherches. Le 9 juin, les espoirs de retrouver des survivants s'évanouissent. Il a été rapporté plus tard qu'il n'y avait aucun survivant. Au lieu de cela, des corps et des débris ont été retrouvés éparpillés dans la mer d’Andaman, et certains échoués le long de la côte.
Au 18 juin 2017, 92 corps et les deux boîtes noires de l'appareil ont été récupérés.

## Cause de l'accident
L'enquête a déterminé que l'équipage a perdu le contrôle de l'avion après que celui-ci soit entré dans d'épais nuages orageux et ait rencontré des conditions givrantes, qui auraient dégradés les performances de vol de l'appareil.